# Anti-Atlas
De Anti-Atlas (Arabisch: الأطلس الصغير) is een van de in Marokko gelegen gebergtes, als deel van het Atlasgebergte, in het noordwesten van Afrika. De Anti-Atlas strekt zich uit van de Atlantische Oceaan in het zuidwesten tot het noordoosten, ter hoogte van Ouarzazate, en oostelijk tot aan de oase Tafilalt (alles bij elkaar genomen een afstand van zo'n 500 kilometer).

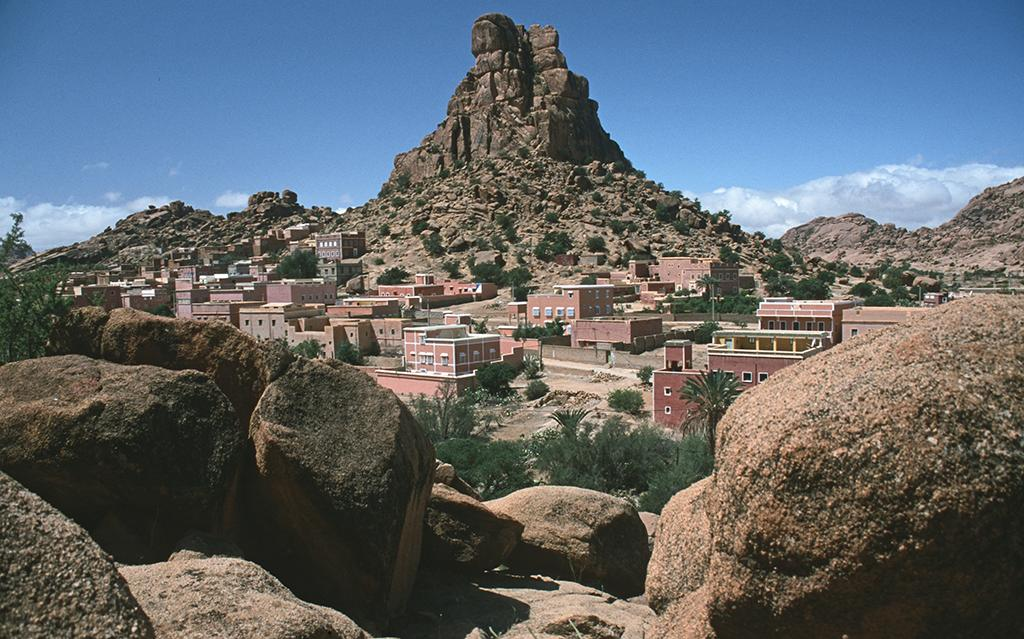
De Anti-Atlas, nabij Tafraoute

In het zuiden begrenst het gebergte de Sahara. Het oostelijke uiteinde van de Anti-Atlas wordt gevormd door de Djebel Sarhro bergen.
Ter hoogte van Ouarzazate wordt het bergmassief doorsneden door de vallei van de Draa, die in het zuiden begint.
Er liggen veel zwerfkeien en de contrasten zijn verbluffend: er stroomt water op de meest afgelegen plaatsen, dat heldere bassins vormt. De weinige dorpjes bestaan uit slechts een handvol kleine huizen, omgeven door palmbomen.